# Tove Karoline Knutsen

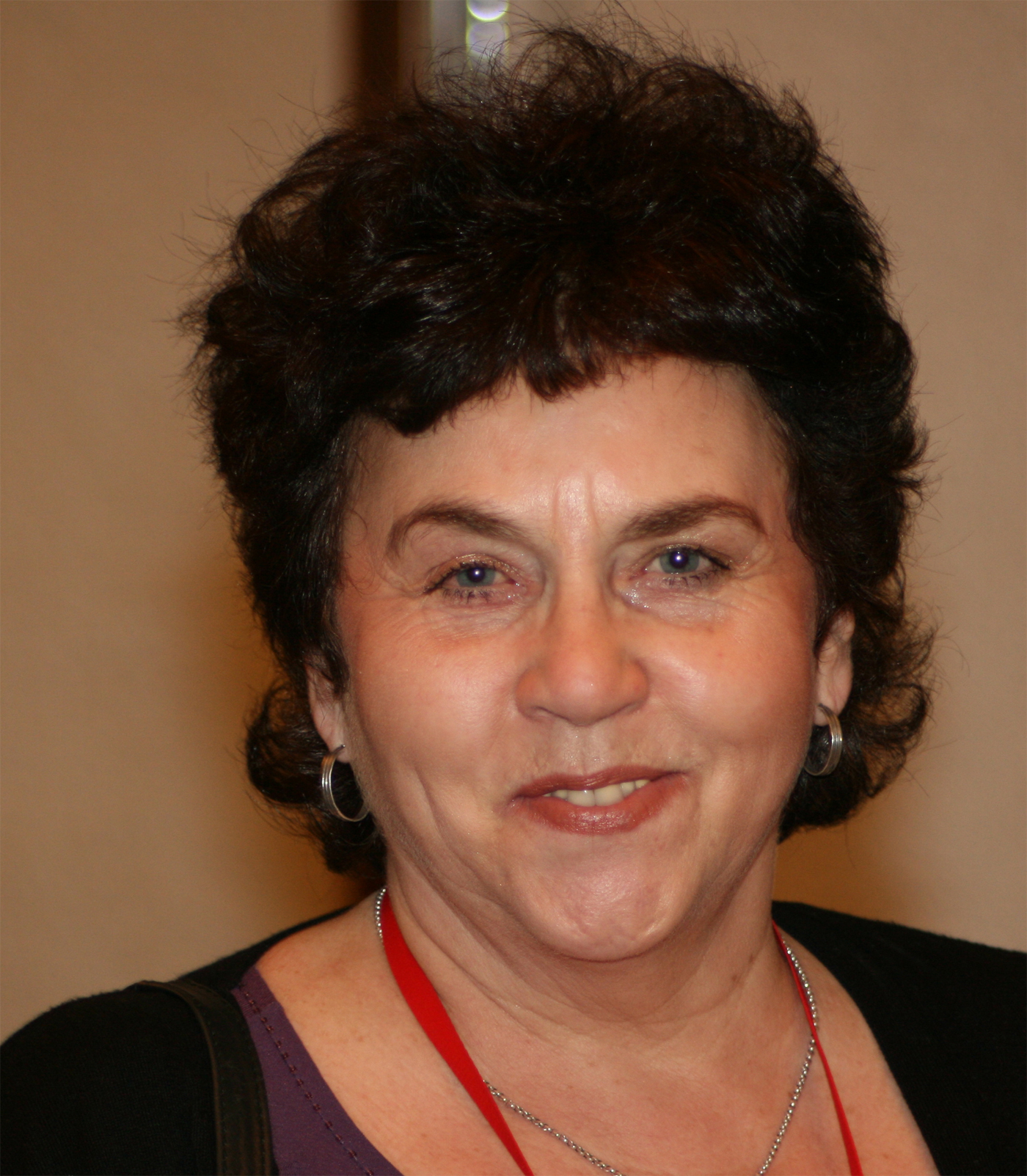
Tove Karoline Knutsen

Tove Karoline Knutsen (Torsken, Troms, 14 januari 1951) is een Noorse musicus, zangeres en politica (Arbeiderspartij). Sinds de verkiezingen in 2005 is zij een van de volksvertegenwoordigers van de provincie Troms in het Noorse parlement, het Storting.

## Biografie
Knutsen heeft muziek gestudeerd aan de Universiteit van Trondheim en heeft met verschillende bands als zangeres opgetreden. Zij heeft zich naast haar werk als directrice voor Festspillene i Nord-Norge (1997-2001) vooral laten zien als musicus en zangeres.
Als zangeres kreeg zij in 1984 de Spellemannprisen voor liederen voor het album Veintetid. In haar werk als liedjesschrijfster is de samenwerking met de Noord-Noorse auteur en poëet Arvid Hanssen zeer belangrijk. Samen hebben ze veel liederen geschreven die op haar eerste drie albums te horen zijn. Een van deze liederen is Kom sommarvijnn, waarmee zij in 1980 bekendheid verwierf.
Tien jaar later, voor haar deelname aan de Hamsun-dagen in Madrid, begon Knutsen met teksten van de auteur Knut Hamsun te werken. Samen met de gitarist Svein-Hugo Sørensen, die ook de muzikale arrangementen verzorgde, schreef zij de liederen voor het album Lat spille med vår.

## Commissies bij het Storting
- 2005 - 2009 lid van de vakcommissie voor gezin en cultuur.

## Prijzen
- 1982: Prøysenprisen
- 1984: Spellemannsprisen (liederen-klasse) voor het album Veintetid
- 1992: Nordlysprisen

## Discografie
- 1980: Blå kveill (Triola)
- 1984: Veintetid (AB Records)
- 1992: Tenn lampa (Arctica)
- 1994: Lat spille med vår (MajorSelskapet)